# 科利亚诺沃农村居民点
科利亚诺沃农村居民点（俄语：Коляновское сельское поселение）是俄罗斯联邦伊万诺沃州伊万诺沃区所属的一个农村居民点。其下辖有27个居民点，行政中心为科利亚诺沃。据2016年统计，该农村居民点的人口为5481人。